# Olympische Sommerspiele 2008/Teilnehmer (Chile)
| Gelbes Symbol für Goldmedaillen mit stilisierten Olympischen Ringen | Graues Symbol für Silbermedaillen mit stilisierten Olympischen Ringen | Braundes Symbol für Bronzemedaillen mit stilisierten Olympischen Ringen |
| ------------------------------------------------------------------- | --------------------------------------------------------------------- | ----------------------------------------------------------------------- |
| —                                                                   | 1                                                                     | —                                                                       |

Chile war bei den Olympischen Sommerspielen 2008 in Peking zum 21. Mal bei Olympischen Spielen vertreten. 27 Athleten qualifizierten sich in sechzehn Sportarten. Fahnenträger der Eröffnungsfeier war der Tennisspieler Fernando González.

## Medaillengewinner

### Silber
| Name              | Sportart | Kategorie     |
| ----------------- | -------- | ------------- |
| Fernando González | Tennis   | Tennis Einzel |

## Teilnehmer nach Sportarten

### Fechten
- Paris Inostroza
Degen, Einzel

### Gewichtheben
- Elizabeth Poblete
bis 75 kg

### Judo
- Felipe Novoa
bis 66 kg

### Kanu
- Pablo Mccandless
Einer-Canadier

### Leichtathletik
- Roberto Echeverría
Marathon, Männer

- Natalia Ducó
Kugelstoßen, Frauen

- Marco Antonio Verni
Kugelstoßen, Männer

- Ignacio Guerra
Speerwerfen, Männer

- Gonzalo Barroilhet
Zehnkampf, Männer

- Cristián Reyes
200 m, Männer

### Moderner Fünfkampf
- Cristián Bustos

### Radsport
- Cristóbal Silva
Mountainbiking

- Francisca Campos
Mountainbiking

- Patricio Almonacid
Straßenrennen

- Gonzalo Garrido
Straßenrennen

- Marco Arriagada
Bahn

### Reiten
- Sergio Iturriaga
Einzel

- Ricardo Stangher
Einzel

### Rudern
- Óscar Vásquez
Einer

- Soraya Jadué
Einer

### Schießen
- Jorge Atalah
Skeet

### Schwimmen
- Oliver Elliot
50 m Freistil

- Kristel Köbrich
400 m Freistil
800 m Freistil
10 km

### Segeln
- Matias del Solar
Laser

### Tennis
- Fernando González
Einzel (Silber )
Doppel

- Nicolás Massú
Einzel
Doppel

Nicolás Massú wurde aufgrund seiner Olympiasiege im Tenniseinzel und -doppel bei den Olympischen Sommerspielen in Athen 2004 als Titelverteidiger von der ITF, dem Tennis-Weltverband, zu den Wettkämpfen in Peking eingeladen.

### Triathlon
- Bárbara Rivero
Einzel